# Клирх Солијски
Клирх из Солија (грч. Kλέαρχoς ὁ Σολεύς) био је грчки филозоф из 4.–3. века пре нове ере. Припадао је Аристотеловој перипатетичкој школи. Рођен је у Солију на Кипру .
Писао је опширно о источним културама, а сматра се да је путовао у бактријски град Ај Ханум (Александрија на Оксусу) у данашњем Авганистану.
Клерх је опширно писао око 320 пре нове ере о оријенталним културама, од Израела преко Персије до Индије, а познато је и неколико фрагмената из њега. Његову књигу „О васпитању“ (грчки: Περὶ παιδείας, Peri paideiās) цитирао је Диоген Лаертије. Клирх је посебно формулисао неколико теорија о вези између западних и источних религија.
У другом тексту, Јосиф Флавије, романо-јеврејски учењак из првог века, тврдио је да је Клирх известио о дијалогу са Аристотелом. У дијалогу филозоф наводи да Јевреји воде порекло од филозофа који су живели у Индији.

## Дела
Његова дела су:
- Βίοι (Bioi); дело о правом начину живота, у најмање осам томова
- Коментар на Платонов Тимеј
- Πλάτωνος ἐγκώμιον ( Platōnos enkōmion); хвалоспев Платону
- Περὶ τῶν ἐν τῇ Πλάτωνος Πολιτείᾳ μαϑηματικῶς ἐιρημένων (Peri tōn en tē Platōnos Polīteiā mathēmatikōs eirēmenōn); о математичким предметима у Платоновој Републици
- Γεργίϑιος (Gergithios); трактат о ласкању
- Περὶ φιλίας (Peri filiās); о пријатељству
- Παροιμίαι (Paroimiai); пословице
- Περὶ γρίφων (Peri griphōn); о загонеткама
- Ἐρωτικά (Erōtika); вероватнобирка љубавних прича
- Περὶ γραφῶν (Peri graphōn); о сликама
- Περιγραφαί (Perigraphai)
- Περὶ νάρκης (Peri narkēs); о електричним ражама
- Περὶ τῶν ἐνύδρων (Peri tōn enudrōn); о воденим животињама
- Περὶ ϑινῶν (Peri thīnōn); о песку-отпаду
- Περὶ σκελετῶν (Peri skeletōn); о анатомији
- Περὶ ὕπνου (Peri upnou); о спавању (упитно ауторство)